# Polycarpa gracilis
Polycarpa gracilis är en sjöpungsart som beskrevs av Heller 1877. Polycarpa gracilis ingår i släktet Polycarpa och familjen Styelidae. Inga underarter finns listade i Catalogue of Life.